# Agafja Semjonovna Grušecká
Agafja Semjonovna Grušecká (rusky Агафья Семёновна Грушецкая; 1663 Smolensk – 24. července 1681 Moskva) byla ruská carevna, první manželka cara Fjodora III. Alexejeviče.

## Život
Byla dcerou ruského šlechtice polského původu Semjona Grušeckého.
28. července 1680 se Agafja provdala za cara Fjodora a začala silně ovlivňovat ruský carský dvůr: u dvora se začaly holit vousy a nosit západoevropská móda. Ona sama byla první carevnou, která si odhalila vlasy a nosila západní (polské) oblečení.
11. července 1681 porodila syna Ilju, ale zemřela na poporodní komplikace o tři dny později. O šest dní později zemřel i malý carevič. V roce 1682 se Fjodorovou druhou manželkou stala Marfa Matvejevna Apraksina.